# Kanton Rozay-en-Brie
Kanton Rozay-en-Brie is een voormalig kanton van het Franse departement Seine-et-Marne. Het kanton maakte sinds 2006 deel uit van het arrondissement Provins.
 Het werd opgeheven bij decreet van 18 februari 2014 met uitwerking in maart 2015.

## Gemeenten
Het kanton Rozay-en-Brie omvatte de volgende gemeenten:
- Bernay-Vilbert
- La Chapelle-Iger
- Les Chapelles-Bourbon
- Courpalay
- Crèvecœur-en-Brie
- Dammartin-sur-Tigeaux
- Fontenay-Trésigny
- Hautefeuille
- La Houssaye-en-Brie
- Lumigny-Nesles-Ormeaux
- Marles-en-Brie
- Mortcerf
- Neufmoutiers-en-Brie
- Pézarches
- Le Plessis-Feu-Aussoux
- Rozay-en-Brie (hoofdplaats)
- Tigeaux
- Touquin
- Vaudoy-en-Brie
- Villeneuve-le-Comte
- Villeneuve-Saint-Denis
- Voinsles